# Józef Kurzawa
Józef Kurzawa (ur. 6 stycznia 1910 w Świerczynie, zm. 24 maja 1940 w Witowie-Kolonii) – polski duchowny katolicki, błogosławiony Kościoła katolickiego.

## Życiorys
Był synem Jana i Józefy z Archańskich. W 1928 ukończył Państwowe Gimnazjum Humanistyczne im. Adama Asnyka w Kaliszu, następnie Szkołę Podchorążych Rezerwy Piechoty w Jarocinie, a w 1931 wstąpił do Wyższego Seminarium Duchownego we Włocławku. Święcenia kapłańskie przyjął 14 czerwca 1936.
Działania które podejmował w swojej działalności duszpasterskiej ukierunkowane były na wszechstronny rozwój dzieci i młodzieży i przyniosły mu szacunek lokalnej społeczności.
Ks. prefekt pracował w Osięcinach i razem ze swoim proboszczem ks. Wincentym Matuszewskim został zamordowany w pobliskim lesie w oddalonej o 5 km miejscowości Witowo-Kolonia przez miejscowego dowódcę posterunku policji Johana Pichlera, komisarycznego burmistrza Ernsta Dauba i Willyego Fritza Haacka.
Grób księży męczenników stał się miejscem pielgrzymek, a 24 maja 1988 w 48 rocznicę śmierci księża męczennicy z Osięcin otrzymali tytuł: Męczennicy Eucharystii i jedności kapłańskiej.
Beatyfikował go papież Jan Paweł II w Warszawie 13 czerwca 1999 w grupie 108 polskich męczenników.
W lutym 2007 został wraz z księdzem Wincentym Matuszewskim ogłoszony patronem gminy Osięciny.
24 maja 2001 roku dokonano translacji relikwii Wincentego Matuszewskiego i Józefa Kurzawy do świątyni w Osięcinach.